# Sankta Birgitta kyrka, Kalmar
 Sankta Birgitta kyrka  är en kyrkobyggnad i Kalmar i Växjö stift. Den är församlingskyrka i Sankta Birgitta församling.

## Kyrkobyggnaden
Kyrkan som är byggd efter ritningar av arkitekt Ove Hidemark i Stockholm, invigdes på Kyndelsmässodagen den 1 februari 1975 av biskop Sven Lindegård. Initiativtagare till kyrkan var stadsdelen Bergas småkyrkostiftelse. Till sin utformning är den tänkt att likna en gammal borg vars ruin man byggt en ny kyrka på. Klocktornet förstärker bilden av en gammal fästning. Kyrkan är uppförd i brunrött tegel. Takkonstruktionen bärs upp i formen av ett stort kors. Golvet utgörs av en mosaik i kalksten, kakel och tegel. Från dopfunten strömmar en blå källa. Längs hela nedre delen av söderväggen är det glas ut mot den fina parken. Som besökare i kyrkan är man närvarande också i det som händer utanför. Kyrkans altartavla är det breda korfönstret, en altartavla i ständig förändring. I taket över korfönstren har konstnären Pär Andersson, Stockholm målat en strålande sol och en regnbåge omgiven av lätta moln i aprikos på en rosa himmel. 
Klocktornet kröns av en stor gyllene kyrktupp gjord av Juhani Nurmi. Den fungerar som en vindflöjel och vänder sig mot vinden. Kyrkans namn Sankta Birgitta anknyter till helgonet den heliga Birgitta samt en kyrka i medeltidens Kalmar med namnet Sankta Brita. 

## Inventarier
- Altaret, som är kubformat och fristående är ritat av professor Olle Nyman. Den främre sidan visar ett stiliserat träd. Kubformen är en bild av fullkomligheten.
- Gobelängen i koret med motiv av ett lamm med segerfana syftande på den uppståndne Kristus är komponerad av konstnär Pär Andersson.
- Dopfunten i traditionell stil från 1954 har flyttats till kyrkan från den tidigare gudstjänstlokalen Berga Kapellgård.
- Krucifixet är utfört av konstnären Eva Spångberg.
- Kyrkbänkarna är placerade i en halvcirkel.

## Orgel

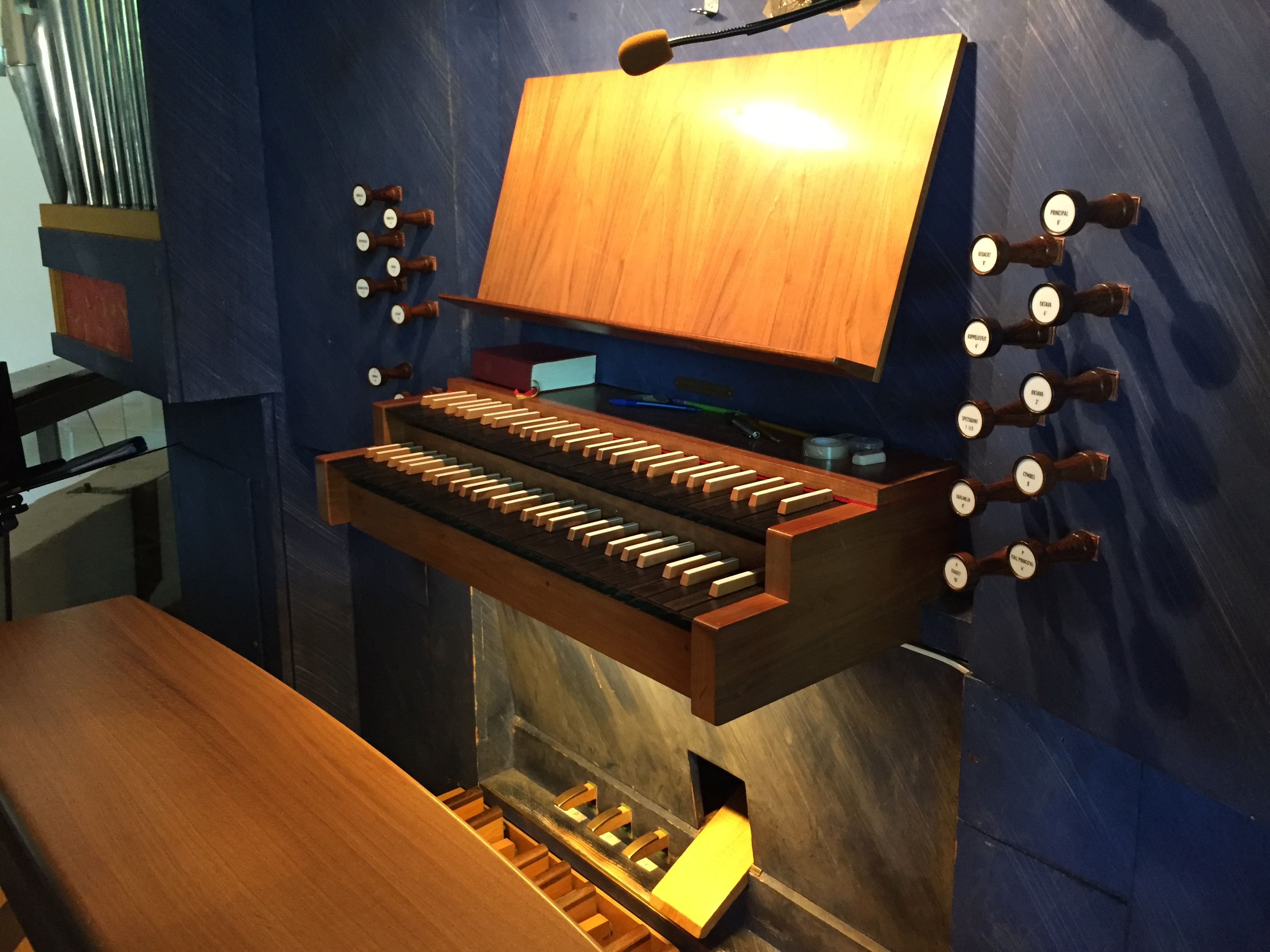
Läktarorgelns spelbord.

- Läktarorgeln byggdes 1978 av Fredriksborgs orgelbyggeri i Hilleröd, Danmark, och är placerad på en låg läktare vid norra väggen. Den har 18 stämmor fördelade på 2 manualer och pedal. Orgelns huvudverk är byggt som ryggpositiv och placerat i läktarbarriären.

| Huvudverk I C-g3  | Svällverk II C-g3 | Pedal C-f1             | Koppel |
| Rörflöjt 8'       | Principal 8'      | Subbas 16'             | I/P    |
| Principal 4'      | Gedackt 8'        | Gemshorn 8'            | II/P   |
| Spetsflöjt 4'     | Oktava 4'         | Italiensk principal 4' | II/I   |
| Svegel 2'         | Oktava 2'         | Fagott 16'             |        |
| Sesquialtera 2 ch | Spetskvint 1 1/3' |                        |        |
| Scharf 3ch        | Cymbel 2ch        |                        |        |
|                   | Skalmeja 8'       |                        |        |

- I koret finns en kistorgel med fyra stämmor, byggd 1996 av Ålems orgelverkstad.[1]

## Bildgalleri

### Exteriör

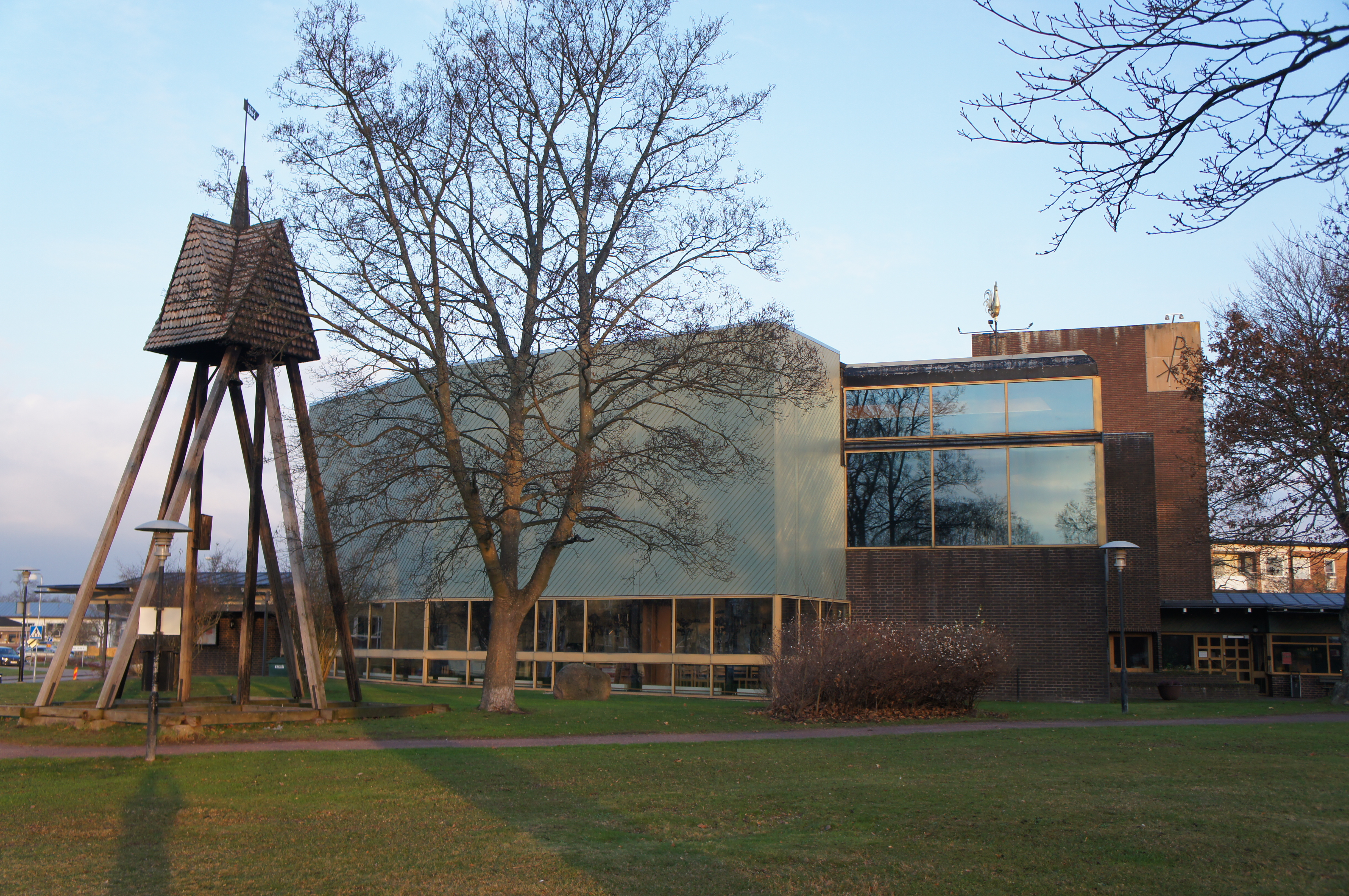
Kyrkobyggnaden från söder.
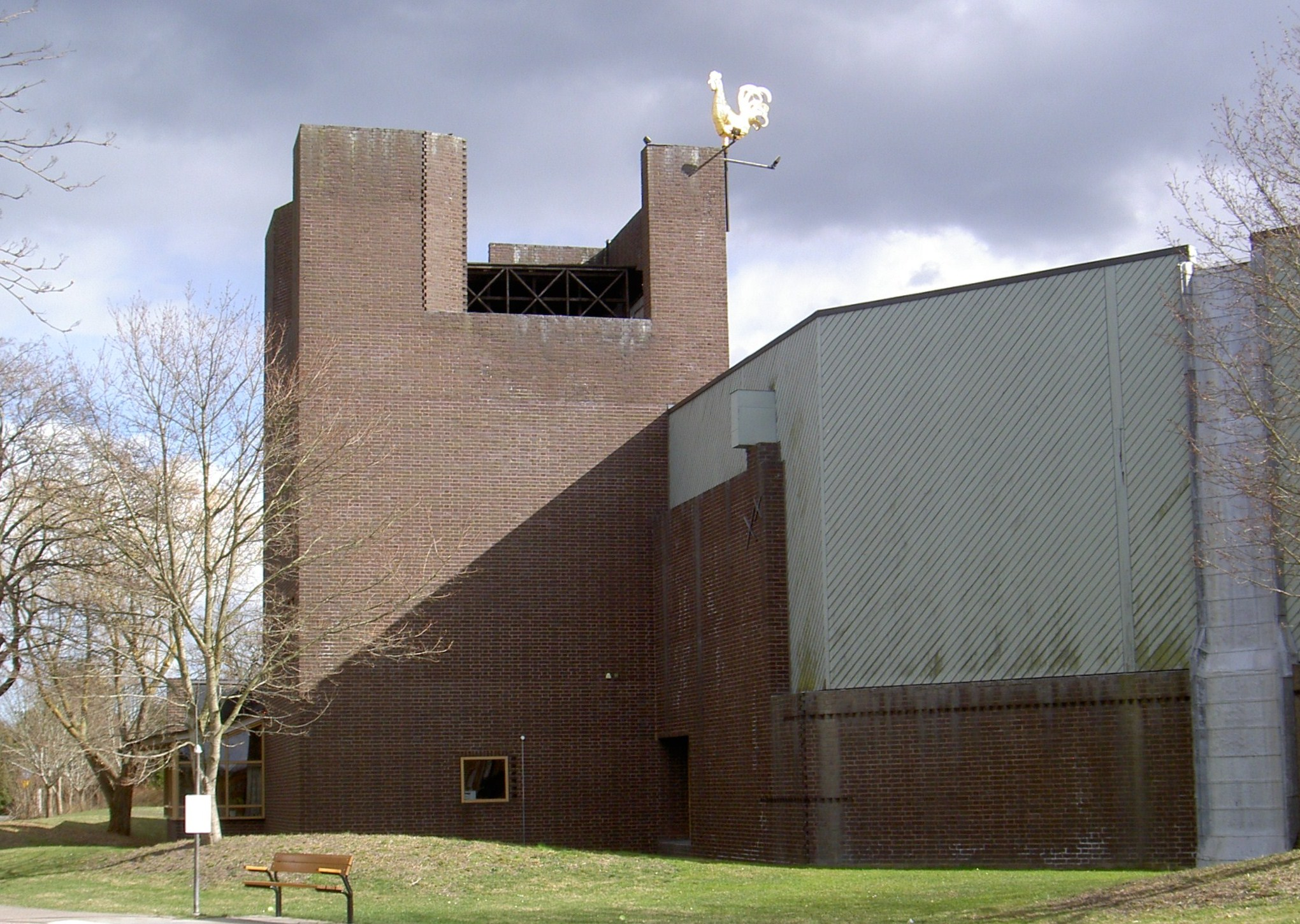
Klocktornet
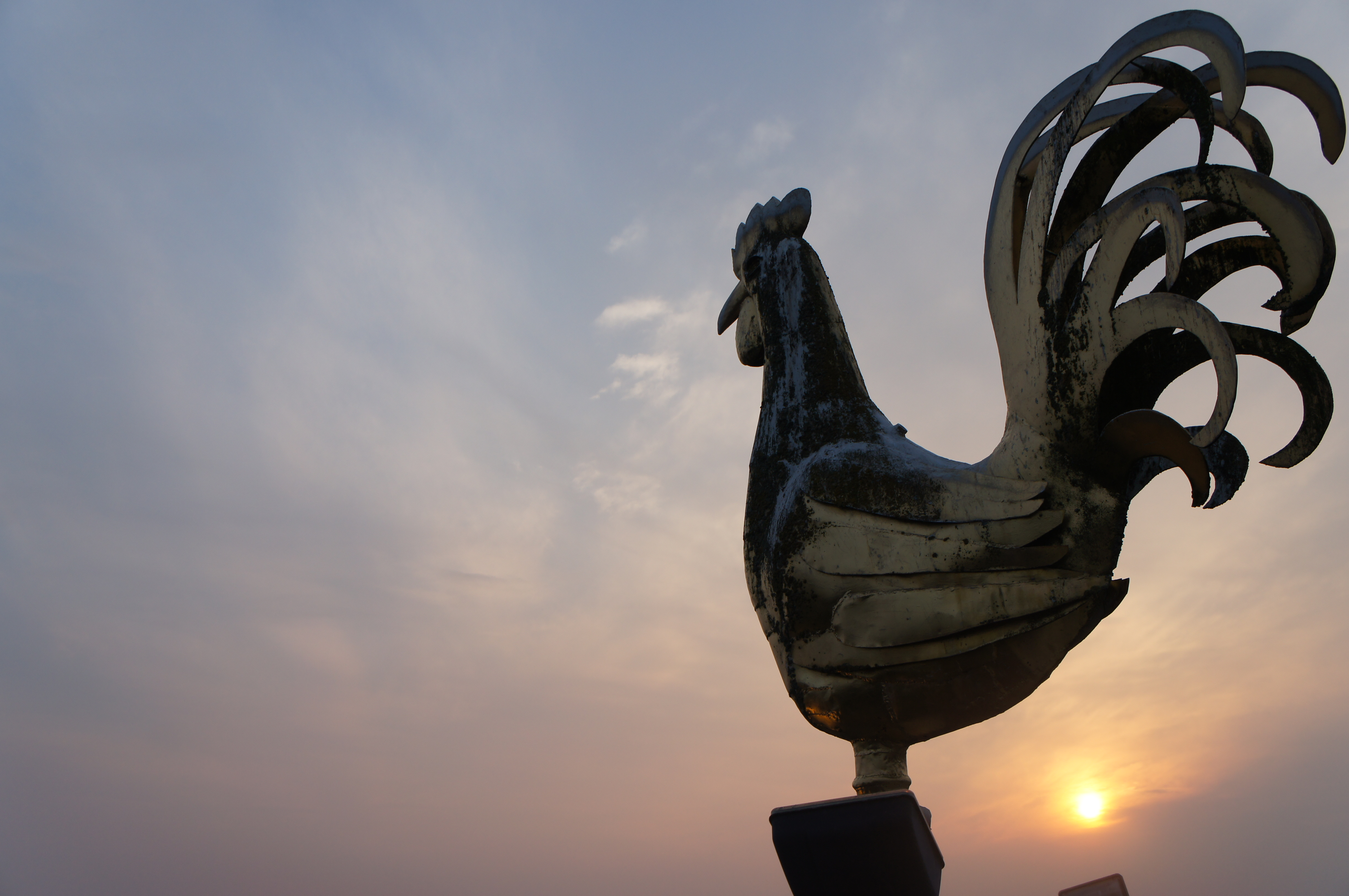
Kyrktuppen
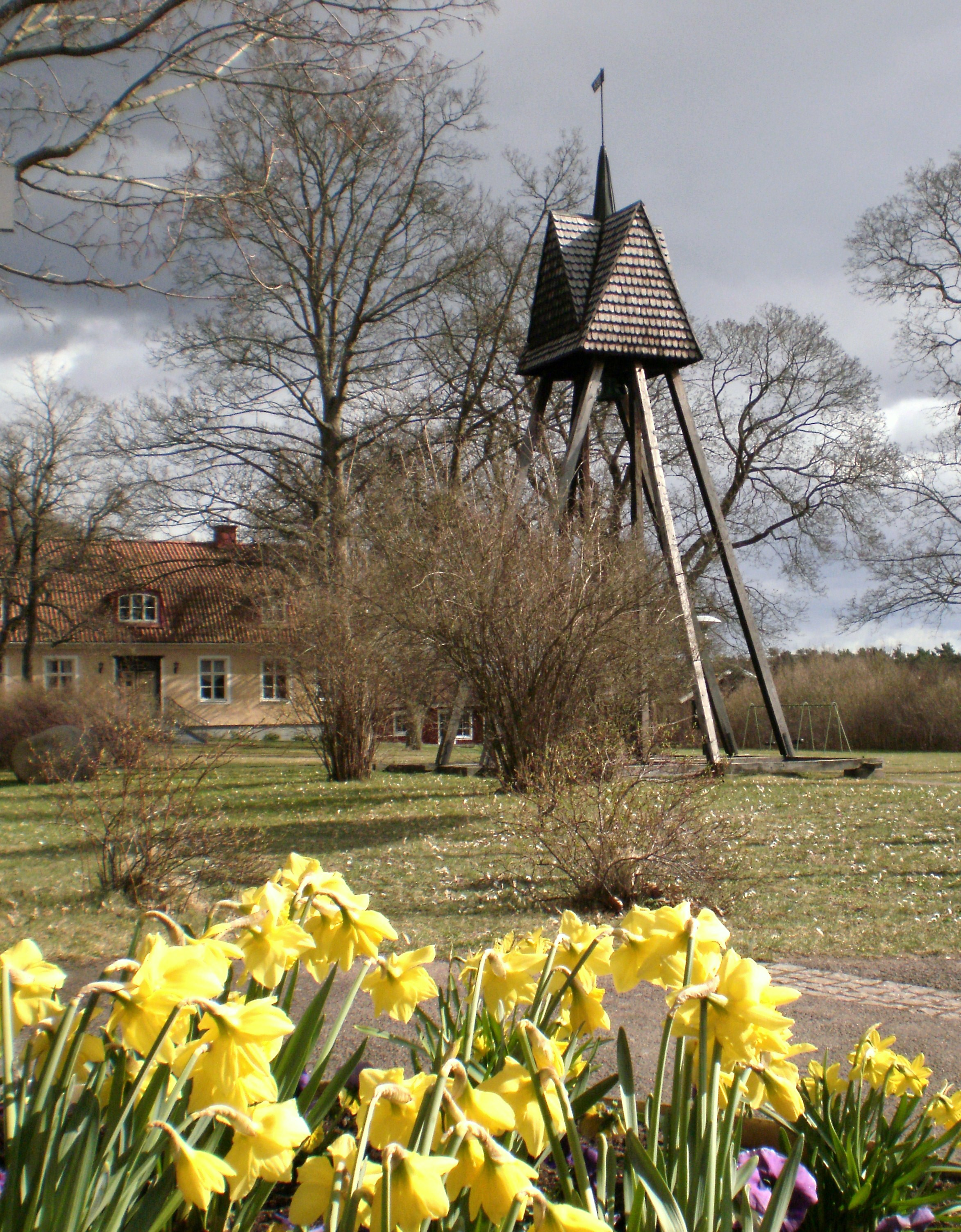
Klockstapel

### Interiör

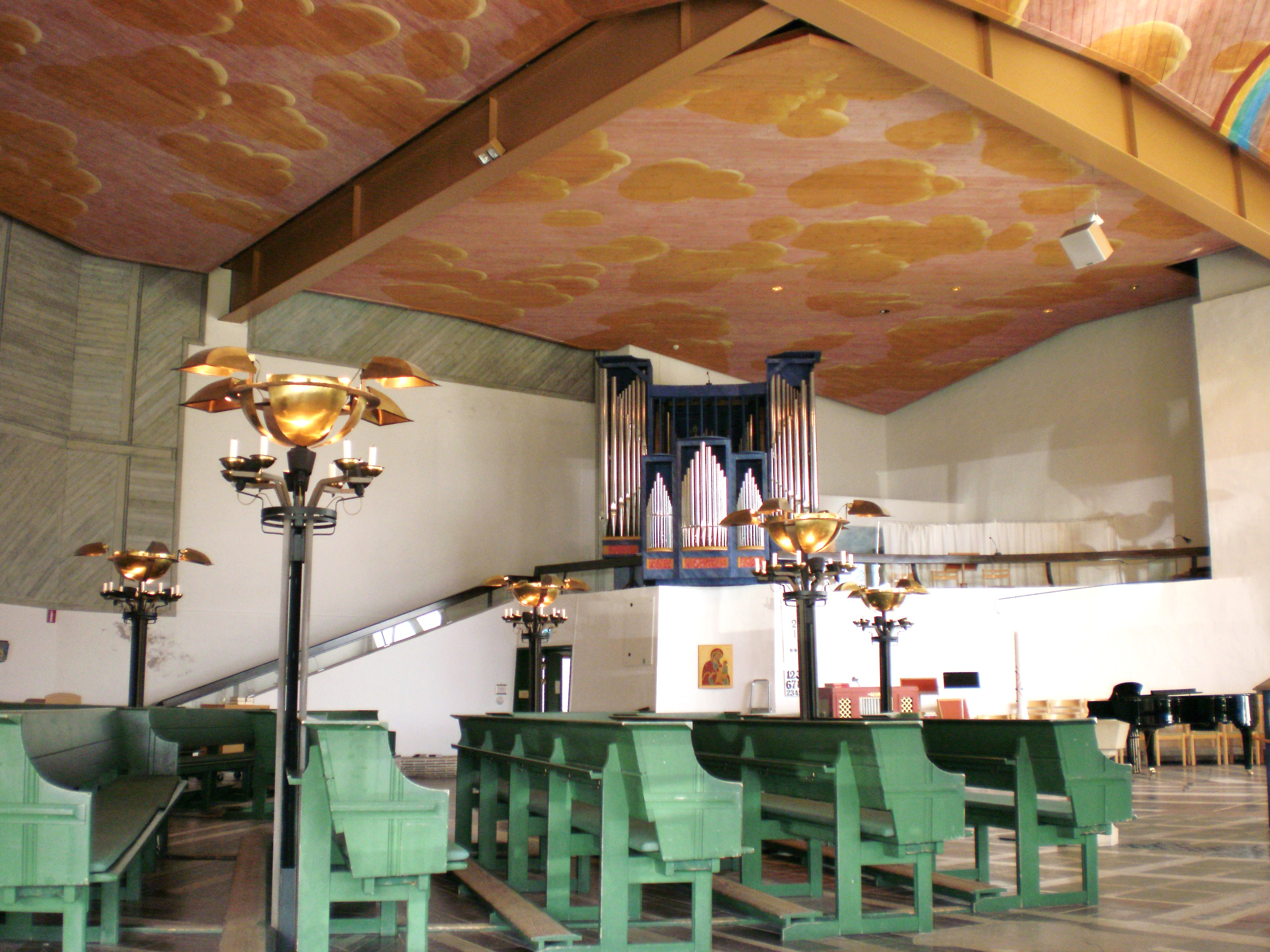
Kyrkorummet med orgelläktaren.
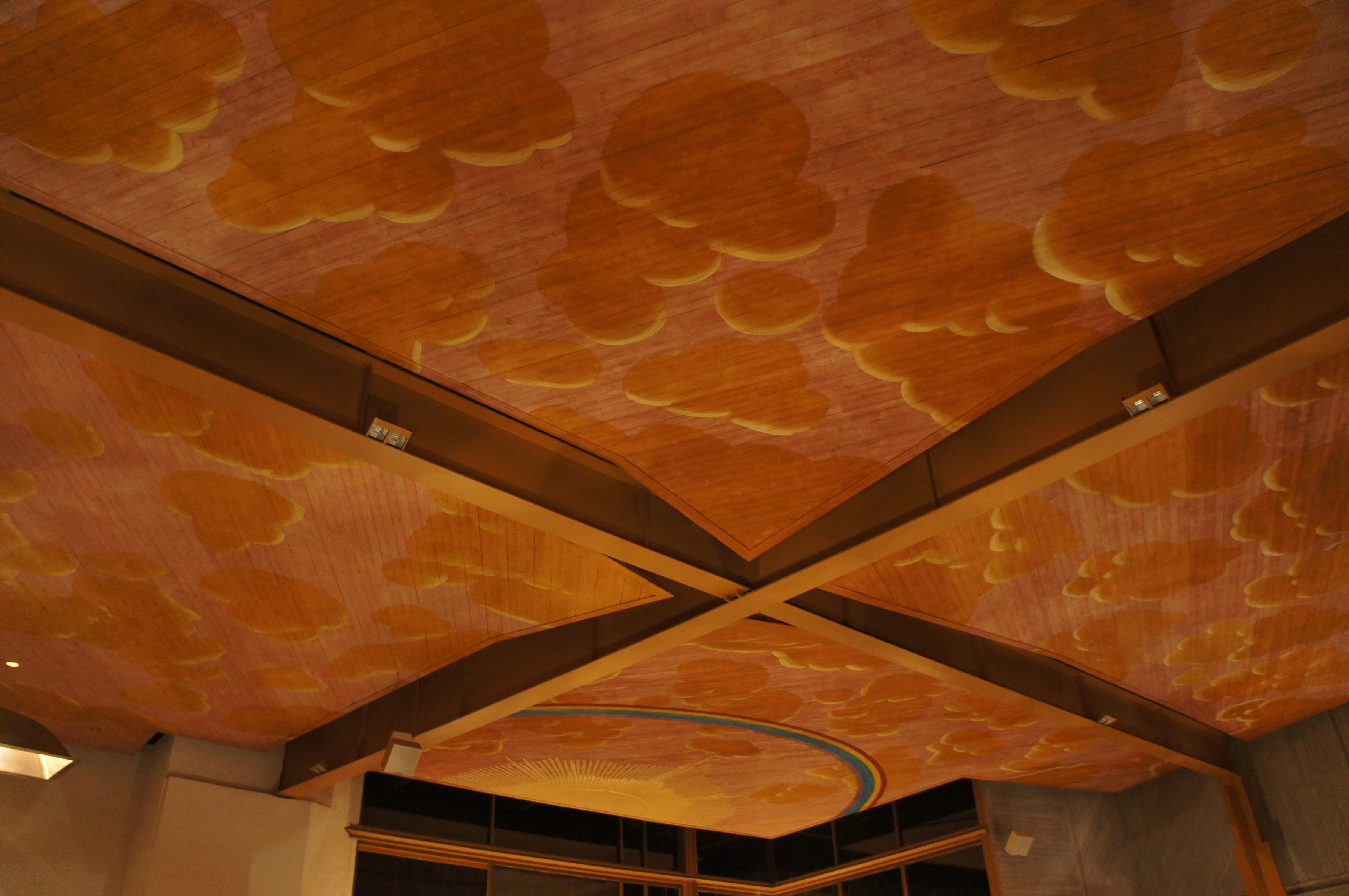
Takkonstruktionen  i form av ett kors.
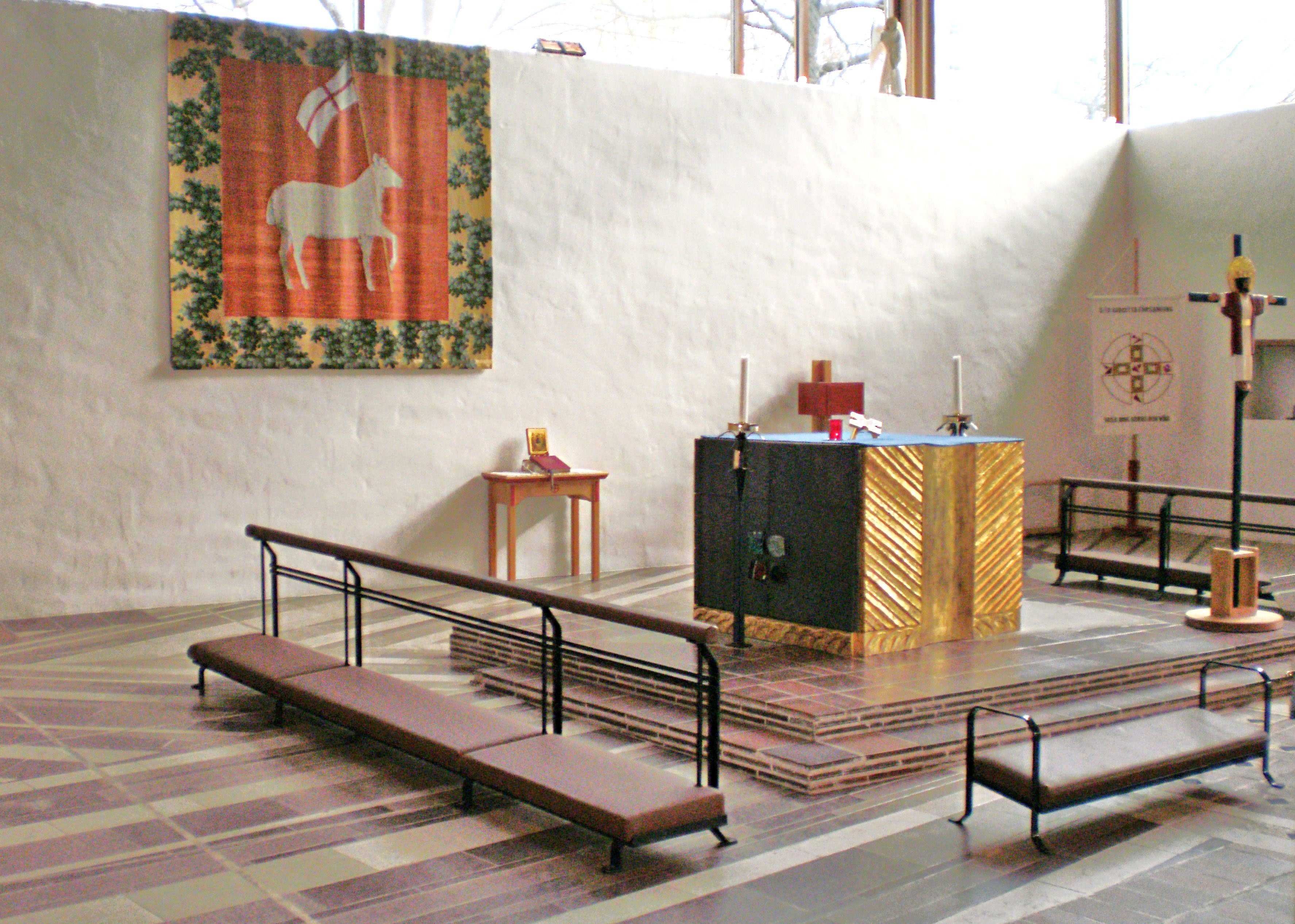
Koret med altare och altarskrank.
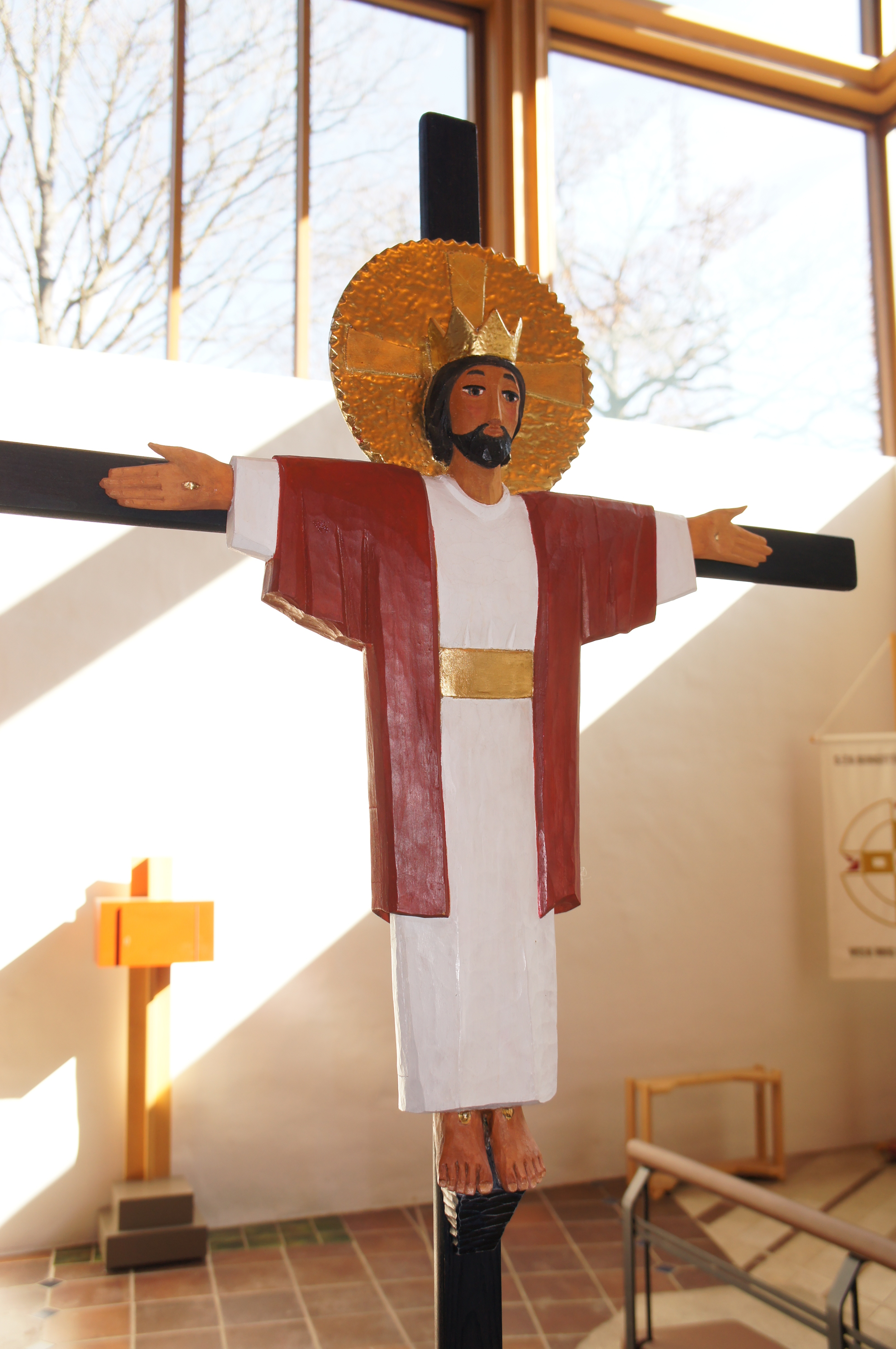
Processionskrucifix av Eva Spångberg.
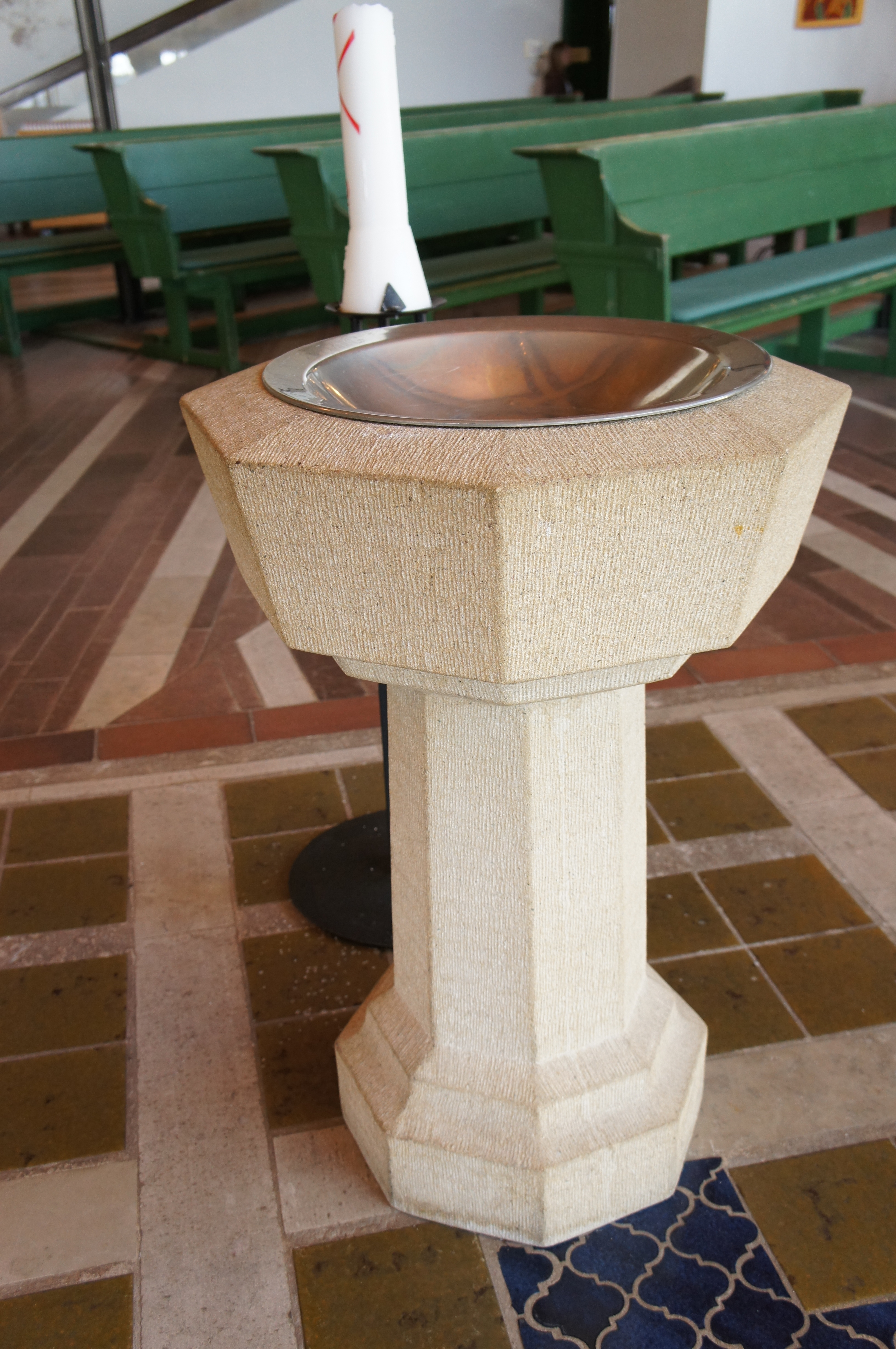
Dopfunten.

### Webbkällor
- Sv Kyrkan i Kalmar inf. om S:ta Birgitta k:a